# Ivanhoe (Carolina del Nord)
Ivanhoe è un census-designated place (CDP) degli Stati Uniti d'America, situato nello stato della Carolina del Nord, nella contea di Sampson.